# Grumicha grumicha
Grumicha grumicha är en nattsländeart som först beskrevs av Jean Nicolas Vallot 1855.  Grumicha grumicha ingår i släktet Grumicha och familjen krumrörsnattsländor. Inga underarter finns listade i Catalogue of Life.